# Соул-блюз
Соул-блюз (англ. Soul blues) — поджанр блюза, появившийся в конце 1960-х — начале 1970-х годов, включающий в себя элементы соула и Urban contemporary.
Исполнители, выросшие на электрик-блюзе таких исполнителей, как Мадди Уотерс, Бо Диддли, Джимми Рид, Элмор Джеймс, и соул-исполнителях, таких как Сэм Кук, Рэй Чарльз, Отис Реддинг; и госпел захотели соединить свои любимые жанры вместе. Бобби Блэнд был одним из первопроходцев этого стиля. Этот поджанр очень популярен среди афро-американской аудитории, но менее известен среди белых слушателей. Стиль продолжает быть популярным в новом тысячелетии.

## Известные исполнители
- Джонни Адамс
- Уильям Белл
- Бобби Бланд
- Николь Гатт
- Рэй Чарльз
- Роберт Крэй
- Грэйтер Дэвис
- Пол Дилэй
- Кэрол Фран
- Франк Фрост
- Лоуэлл Фулсон
- Эрл Гейнс
- Тед Хокинс
- Зи Зи Хилл
- Литтл Джексон
- Этта Джеймс
- Альберт Кинг
- Би Би Кинг
- Эдди Киркленд
- Дениз Ласаль
- Франки Ли
- Литтл Милтон
- Джимми Маккраклин
- Джуниор Паркер
- Энн Пиблз
- Эй Си Рид
- Тэд Робинсон
- Пол Роджерс
- Бобби Раш
- Кёртис Сальгадо
- Пегги Скотт Адамс
- Джонни Тейлор
- Айк Тёрнер